# Фисталь, Эмиль Яковлевич
Эмиль Яковлевич Фисталь (укр. Еміль Якович Фісталь; род. 20 февраля 1939, Макеевка, Сталинская область, Украинская ССР, СССР) — советский, украинский, донецкий, российский хирург-комбустиолог. Лауреат Государственной премии Украины в области науки и техники (2002).

## Биография
Эмиль Яковлевич Фисталь родился 20 февраля 1939 года в Макеевке. Из немецких колонистов (по другим данным — еврей). Отец работал мастером на металлургическом заводе, мать трудилась на почте.
Во время учёбы в школе № 22 Макеевки увлекался историей, но уже в девятом классе решил стать врачом. С первого раза не поступил в Сталинский медицинский институт, затем устроился на завод, дежурил в больнице, а также учился на вечернем отделении в политехническом институте, и на следующий год был принят со второго раза. В 1964 году окончил лечебный факультет института. После получения образования в течение года работал хирургом Старобешевской центральной районной больницы. В 1965 году перевёлся в Донецкую областную клиническую больницу имени М. И. Калинина, где трудился ортопедом хирургического отделения, а с 1967 года — ожогового.
В 1989 году стал заведующим ожогового отделения, и в том же году защитил диссертацию и получил учёную степень кандидата медицинских наук. В 1991—1995 годах работал ассистентом кафедры госпитальной хирургии, а в 1995—2000 годах был доцентом этой кафедры. В 1999 году занял пост заведующего отделом термических поражений и пластической хирургии Института неотложной и восстановительной хирургии имени В. К. Гусака. В 1999 году защитил диссертацию по направлению «хирургия» и получил степень доктора наук. В 2001 году Фисталю было присвоено учёное звание профессора по этой же специальности. В 2003 году возглавил первую в Украине кафедру комбустиологии и пластической хирургии Донецкого национального медицинского университета имени М. Горького, которую сам же и организовал.
Опубликовал более 450 научных работ, в частности 7 монографий и 5 учебников, а также зарегистрировал 32 изобретения. Является членом президиума Всеукраинской ассоциации пластических, реконструктивных и эстетических хирургов, объединения комбустиологов России «Мир без ожогов», Американской ожоговой ассоциации. Стажировался в области комбустиологии, пластической хирургии, медицины катастроф в Киеве, Москве, Санкт-Петербурге, а также в Великобритании, Германии, Австрии. За свою профессиональную жизнь провёл более 20 тысяч операций. Самым известным случаем из практики Фисталя, помимо спасения шахтёров с ожогами, было лечение Оксаны Макар.
В 2014 году после начала боевых действий на востоке Украины, несмотря на возможность переехать в Киев, остался в Донецке, по собственным словам, «из чувства патриотизма» и обязательств перед коллегами и семьёй: «Здесь моя Родина, моя клиника. Как можно было все бросить?». Отмечал, что «наше дело – спасать людей, а не вести споры идеологического характера», но при этом обвинял в развязывании войны правительство Украины и их «заокеанских идеологов», которые «создали монстра в виде человеконенавистнической идеологии и так зазомбировали народ Украины, что брат пошел войной на брата», а также пообещал украинским властям второй Нюрнбергский процесс.
17 ноября 2014 года назначен директором Института неотложной и восстановительной хирургии имени В. К. Гусака, перешедшего в подчинение министерства здравоохранения ДНР. Прежний директор института Владислав Гринь был смещён с должности за отказ подчиниться властям ДНР, после чего с частью коллектива выехал в Киев, где под своим руководством образовал отдельный Институт неотложной и восстановительной хирургии имени В. К. Гусака в ведении Национальной академии медицинских наук Украины. Фисталь же начал лечить как мирных жителей, так и раненых военнослужащих новообразованной ДНР с боевыми травмами. Во время приезда в ДНР певца Иосифа Кобзона в 2015 году и обхода им клиники вместе с Фисталём выяснилось, что там лечатся так называемые «бурятские танкисты», из которых наиболее известен стал российский рядовой Доржи Батомункуев.
В 2017 году избран в члены президиума общественного движения «Донецкая Республика». В 2018 году выразил свои соболезнования в связи с гибелью Александра Захарченко, заявив о своей поддержке Дениса Пушилина на выборах главы ДНР. В 2019 году отметил 80-летний юбилей и 55-летие врачебной деятельности.
Для нас День России — особый праздник! Мы все родом из Советского Союза, а Донбасс, как и Крым, всегда были русскоязычными регионами. Единственным, кто нам реально помог выжить в сложившейся в результате переворота в Киеве ситуации — была Россия. Благодаря ее гуманитарной помощи в это тяжелое время мы смогли не только выжить, но и продолжать работу и даже развиваться. Поэтому, мы, жители Донецкой Народной Республики, отмечаем этот день как свой собственный праздник!Эмиль Фисталь на праздновании дня России в Донецке, 2019 год.
В 2020 году как российский гражданин участвовал в голосовании по поправкам в конституцию России на территории села Куйбышево Ростовской области. В 2021 году привился российской вакциной от коронавируса «Спутник V», призвав всех последовать его примеру. В том же году выступил в поддержку присоединения ЛНР к России. В 2022 году поддержал признание ЛНР и ДНР Россией, а после начала российского вторжения на Украину стал принимать у себя раненых с обеих сторон фронта. В 2023 году, после смены статуса ИНВХ имени В. К. Гусака на федеральное государственное бюджетное учреждение в составе министерства здравоохранения Российской Федерации, назначен на пост президента Института, тогда как новым директором стал московский онколог Роман Ищенко. В настоящее время[когда?] по-прежнему оперирует и ведёт научную работу.

## Личная жизнь
Жена — по специальности врач. Трое детей — сыновья Герман (род. в 1964 г.) и Владимир (род. в 1971 г.), а также дочь Нина (род. в 1998 г.). Имеет семерых внуков. Сыновья занимаются бизнесом по зaкупке oбoрудoвaния, прeпaрaтoв и тexники для мeдицинcкиx учрeждeний, в связи с чем стали фигурантами журналистских расследований по поводу предполагаемого мошенничества.
Пишет стихи и прозу. В 2013 году выпустил первую книгу мемуаров под названием «Мои юбилеи», а в 2017 году — вторую часть двухтомника. В 2021 году издал книгу стихов «Рифмы и ритмы в медицине». Увлекается музыкой, выступает с концертами и играет джаз, которым увлёкся будучи членом джаз-бэнда во время учёбы в мединституте. Также занимается спортом, в частности футболом и бильярдом.

## Награды
Украина
- Государственная премия Украины в области науки и техники за 2002 год[укр.] (16 декабря 2002 года) — за разработку и внедрение новых методов диагностики и раннего хирургического лечения глубоких ожогов и их последствий[48].
- Орден «За заслуги» II степени (24 августа 2013 года) — за значительный личный вклад в государственное строительство, социально-экономическое, научно-техническое, культурно-образовательное развитие Украины, весомые трудовые достижения и высокий профессионализм[49].
- Орден «За заслуги» III степени (23 августа 2001 года) — за значительный личный вклад в развитие угольной промышленности, многолетний добросовестный труд и по случаю профессионального праздника — Дня шахтера[50].
- Почётное звание «Заслуженный деятель науки и техники Украины» (14 мая 2008 года) — за весомый личный вклад в развитие отечественной науки, подготовку высококвалифицированных специалистов, многолетний добросовестный труд и по случаю Дня науки[51].
- Нагрудный знак «За научные и образовательные достижения»[укр.] министерства образования и науки Украины (2014 год), письмо-благодарность комитета здравоохранения Верховной рады (2014 год), почётный знак «Слава Донетчины» I степени (2014 год)[52].
- Премия «Гордость страны» за 2012 год в номинации «Врач года» от фонда Виктора Пинчука (2013 год)[53][54].
- Почётный гражданин Макеевки (2013 год)[55][56].

ДНР
- Почётное звание «Герой Труда Донецкой Народной Республики» с вручением медали «Золотая звезда» (4 мая 2018 года) — за особые трудовые заслуги и выдающиеся достижения перед Республикой и её народом[57]. Знак отличия вручён 11 мая того же года главой ДНР Александром Захарченко на церемонии в честь дня республики в Донецком государственном академическом музыкально-драматическом театре[58][59].
- Почётная грамота Народного Совета Донецкой Народной Республики (20 февраля 2017 года) — за высокий профессионализм, трудовые достижения, выдающийся вклад в развитие медицины, духовно-нравственное развитие Донецкой Народной Республики и в связи с празднованием 78-летия со дня рождения[60]. Знак отличия вручён в тот же день заместителем председателя Народного Совета ДНР Ольгой Макеевой на праздновании 78-летия Фисталя в Донецкой государственной академической филармонии[61].
- Почётный знак Народного Совета Донецкой Народной Республики (15 февраля 2019 года) — за активную общественно-политическую деятельность[62]. Знак отличия вручён 20 февраля того же года председателем Народного Совета ДНР Владимиром Бидёвкой в Центре Славянской культуры на праздновании 80-летнего юбилея Фисталя[63].
- Почётное звание «Заслуженный врач Донецкой Народной Республики» (19 февраля 2019 года) — за особые профессиональные заслуги и в связи с 80-летием со дня рождения[64]. Знак отличия вручён 20 февраля того же года главой ДНР Денисом Пушилиным в Центре Славянской культуры на праздновании 80-летнего юбилея Фисталя[65].
- Знак отличия «Шахтерская доблесть» III степени (2017 год)[66].
- Почётный гражданин Донецка (2017 год)[67][68].
- Премия «Человек года ДНР» в номинации «За достижения в сфере здравоохранения» (2018 год)[69][70].

Россия
- Нагрудный знак «Отличник здравоохранения» (2024 год) — за многолетний плодотворный труд, профессиональное мастерство и высокие личные достижения в области здравоохранения и в связи с 85-летием[71].
- Премия «Призвание» в номинации «Специальная премия Первого канала» (2008 год)[72]. Награждён в составе интернациональной группы врачей за спасение 16-летнего Джасурбека Хандамова, первого в мировой истории пациента выжившего после ожога 98 % тканей тела[73][74]; стал первым украинцем — лауреатом данной премии[75].

## Избранная библиография
- Фисталь Э. Я. Диагностика и хирургическое лечение электрических ожогов: автореферат диссертации кандидата медицинских наук. — Харьков: Украинский институт усовершенствования врачей, 1988. — 25 с.
- Фисталь Э. Я. Клиника, диагностика и лечение ожогов IV степени: диссертация доктора медицинских наук. — Донецк: Донецкий государственный медицинский университет имени М. Горького, 1999. — 238 с.
- Фисталь Э. Я. Мои юбилеи. — Донецк: СПД Дмитренко, 2013. — Т. I. — 216 с. — ISBN 9789662782301.
- Фисталь Э. Я. Мои юбилеи. — Донецк: СПД Дмитренко, 2014. — Т. II. — 280 с.